# Блант, Джон Генри
Джон Ге́нри Блант (англ. John Henry Blunt; 25 августа 1823, Челси  — 11 апреля 1884, Лондон) — английский богослов, церковный историк и писатель.

## Биография
Блант родился в Челси, там же он получил образование в частной школе. После окончания школы Джон занимался коммерческой деятельностью в качестве промышленного химика.  В 1850 году отказался от своей работы и поступил в Университетский колледж в городе Дареме; для того, чтобы в дальнейшем принять духовный сан в Англиканской церкви. В 1852 году Джон стал лиценциатом богословия, в этом же году он был рукоположен во диакона ; в 1855 году Джон стал священником. В 1855 году Джон становится магистром гуманитарных наук в Дареме. В 1868 году Блант становится викарием Кеннингтона, недалеко от Оксфорда. В июне 1882 года его университет сделал Бланта доктором богословия. Он неожиданно умер в Лондоне 11 апреля 1884 года (страстная пятница), и был похоронен в Баттерси кладбище.

## Сочинения
1. The Real Presence. A Sermon. 1853. Архивная копия от 12 апреля 2016 на Wayback Machine
2. 'The Atonement,' 1855.
3. 'Three Essays on the Reformation,' 1860.
4. 'Miscellaneous Sermons,' 1860.
5. 'Directorium Pastorale,' 1864.
6. 'Key to the Bible,' 1865.
7. Household Theology; a handbook of religious information, etc. 1865. Архивная копия от 12 апреля 2016 на Wayback Machine
8. 'Annotated Book of Common Prayer,' 1866; revised and enlarged, 1884.
9. The Sacraments and Sacramental Ordinances of the Church: Being an Exposition of Their History, Meaning and Effects. 1867. Архивная копия от 12 апреля 2016 на Wayback Machine
10. A Key to the Knowledge and Use of the Book of Common Prayer. 1868. Архивная копия от 12 апреля 2016 на Wayback Machine
11. The Reformation of the Church of England, Its History, Principles, and Results [A. D. 1514-1547]. 1869. Архивная копия от 15 апреля 2016 на Wayback Machine
12. 'Key to Church History,' 1869.
13. 'Union and Disunion,' 1870.
14. 'Plain Account of the English Bible,' 1870.
15. 'Dictionary of Theology,' 1870.
16. 'Key to the Prayer Book,' 1871.
17. 'Condition and Prospects of the Church of England,' 1871.
18. 'The Book of Church Law,' 1872.
19. A Companion to the Old Testament: Being a Plain Commentary on Scripture History Down to the Birth of Our Lord. 1872. Архивная копия от 12 апреля 2016 на Wayback Machine
20. Dictionary of Doctrinal & Historical Theology. 1872. Архивная копия от 13 апреля 2016 на Wayback Machine
21. The Myroure of Oure Ladye, Containing a Devotional Treatise on Divine Service, with a Translation of the Offices Used by the Sisters of the Brigittine Monastery of Sion at Isleworth, During the Fifteenth and Sixteenth Centuries. 1873. Архивная копия от 12 апреля 2016 на Wayback Machine
22. 'The Beginning of Miracles,' 1873.
23. 'The Poverty that makes Rich,' 1873.
24. Dictionary of Sects, Heresies, Ecclesiastical Parties, and Schools of Religious Thought. 1874. Архивная копия от 12 апреля 2016 на Wayback Machine
25. Tewkesbury abbey and its associations. 1875. Архивная копия от 12 апреля 2016 на Wayback Machine
26. 'Historical Memorials of Dursley,' 1877.
27. 'Tewkesbury Cathedral,' 1877.
28. 'Annotated Bible,' 1878.
29. 'Companion to the New Testament,' 1881.
30. 'A Companion to the Old Testament,' 1883.
31. A Key to Christian Doctrine and Practice Founded on the Church Catechism. 1882.
32. 'Cyclopædia of Religion,' 1884;